# Sean Harris (kulturysta)
Sean Harris (ur. 26 października 1975, zm. 28 lipca 2017 w Yaphank w stanie Nowy Jork) – amerykański kulturysta. Mistrz Ameryki Północnej w kulturystyce.

## Życiorys
Sportem zajmował się od lat 90. Pierwszy poważny sukces w kulturystyce odniósł w 2004 roku. Zdobył wówczas srebrny medal w kategorii wagowej ciężkiej podczas zawodów Natural Hercules International federacji International Natural Bodybuilding & Fitness Federation (INBF). Rok później w Mistrzostwach Ameryki Północno-Wschodniej w Kulturystyce INBF zajął pierwsze miejsce na podium. W 2006 startował w Mistrzostwach Ameryki Wschodniej federacji National Physique Committee (NPC); w kategorii ciężkiej wywalczył srebro. Drugi na podium uplasował się także na zawodach NPC Junior Nationals w 2007. Trzy lata później, jako zawodnik o ciężkiej masie ciała, brał udział w dwóch turniejach federacji NPC. Podczas Atlantic States Championships uhonorowano go złotym medalem. W Mistrzostwach Stanów Zjednoczonych zajął dziesiąte miejsce. W 2014, po przerwie w karierze sportowej, wystąpił na zawodach Team Universe Championships. W kategorii "Masters 35+ HeavyWeight" zdobył srebro. W 2015 został mistrzem Ameryki Północnej w Kulturystyce federacji International Federation of Bodybuilding and Fitness (IFBB).
Przez siedemnaście lat pracował jako nauczyciel wychowania fizycznego w dzielnicy Astoria, w nowojorskim okręgu Queens. Pod koniec 2011 został oskarżony o lichwiarstwo i w efekcie aresztowany przez wydział policji hrabstwa Nassau. Według akt sądowych, został wypuszczony na wolność po tym, jak samodzielnie wpłacił należytą kaucję. Wcześniej tego roku brał udział w innym procesie sądowym, będąc oskarżonym o posiadanie narkotyków, konkretnie sterydów.
Był żonaty z Allison, miał dwóch synów. Zmarł 28 lipca 2017 roku w wyniku obrażeń odniesionych po wypadku samochodowym.

## Wymiary
- wzrost: 178 cm[5]
- waga w sezonie zmagań sportowych: ok. 100 kg[5]

## Osiągnięcia (wybór)
- 2004: Natural Hercules International, federacja INBF, kategoria wagowa ciężka − II m-ce
- 2005: Mistrzostwa Ameryki Północno-Wschodniej w Kulturystyce, federacja INBF, kategoria wagowa ciężka − I m-ce
- 2006: Mistrzostwa Ameryki Wschodniej w Kulturystyce, federacja NPC, kategoria ciężka − II m-ce
- 2007: Junior Nationals, federacja NPC, kategoria ciężka − II m-ce
- 2008: Mistrzostwa Ameryki Północnej w Kulturystyce, federacja IFBB, kategoria ciężka − XIII m-ce
- 2010: Atlantic States Championships, federacja NPC, kategoria ciężka − I m-ce
- 2010: Mistrzostwa Stanów Zjednoczonych w Kulturystyce, federacja NPC, kategoria ciężka − X m-ce
- 2014: Team Universe Championships, federacja NPC, kategoria ciężka zawodników powyżej 35. roku życia − II m-ce
- 2015: Mistrzostwa Ameryki Północnej w Kulturystyce, federacja IFBB, kategoria zawodników powyżej 35. roku życia − I m-ce oraz ogólne zwycięstwo
- 2015: Mistrzostwa Ameryki Północnej w Kulturystyce, federacja IFBB, kategoria ciężka zawodników powyżej 35. roku życia − I m-ce
- 2015: Mistrzostwa Ameryki Północnej w Kulturystyce, federacja IFBB, kategoria ciężka − II m-ce